# Hubert von Luschka
Hubert von Luschka, nacido con el nombre de Hubert Luschka (Constanza, 27 de julio de 1820 – Tubinga, 1 de marzo de 1875), fue un anatomista alemán que dio nombre a varias estructuras anatómicas, entre las que se incluyen los agujeros de Luschka, las criptas de Lushka y el conducto de Luschka. De igual manera, su nombre se halla asociado a la Ley de Lushka, una ley anatómica sobre la localización de los uréteres.

## Biografía
Hijo de un guardabosques, Hubert von Lushka nació el 27 de julio de 1820 en Constanza, una población situada en el sudoeste de Alemania. Lushchka era el octavo de 12 hijos. En el año 1841, expresó su voluntad de estudiar medicina, pero debido a la situación económica familiar, comenzó estudiando farmacología en las universidades de Friburgo y Heidelberg. Más tarde, sus hermanos pudieron proporcionarle el apoyo necesario para que pudiese dar comienzo a sus estudios de medicina, los cuales cursó en la Universidad de Heidelberg desde 1843 a 1844. En ese último año, Luschka aprobó el examen a nivel estatal en Karlsruhe que le habilitaba para practicar la medicina y la cirugía, lo cual llevó a cabo en la ciudad de Meersburg. 
En el año 1845, terminó su doctorado en la Universidad de Friburgo en calidad de Privatdozent (profesor privado), que era tradicionalmente la certificación otorgada a aquellos que cumplían los criterios para ejercer tanto la investigación como la docencia. Tras graduarse, fue nombrado prosector de anatomía en la Universidad de Tubinga, donde pasó el resto de su carrera profesional, llegando a ser designado director del departamento. En 1845, se convirtió en asistente del cirujano militar y pionero de la cirugía ortopédica Ludwig Stromeyer y trabajó como cirujano general del Reino de Hannover en la guerra austro-prusiana.

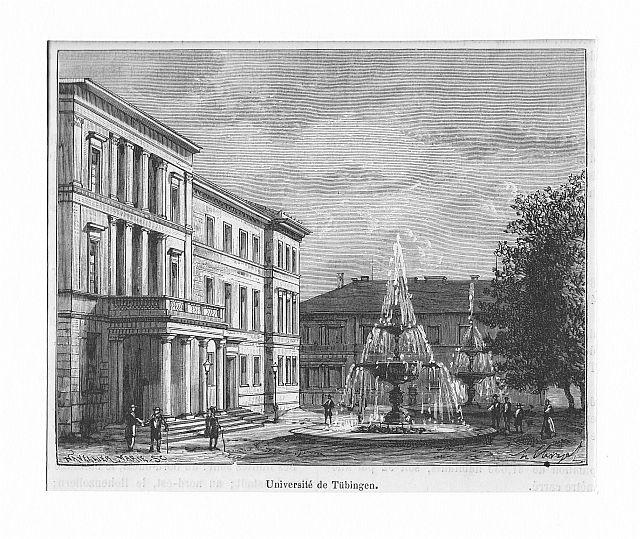
Imagen de la Universidad de Tubinga (1885)

Lushka realizó viajes de carácter científico a París, Viena y el norte de Italia, y ejerció la cirugía en su ciudad natal en Constanza. De 1848 a 1849, siguió las prácticas del anatomista Friedrich Arnold en Tubinga, tiempo durante el cual estudió profundamente materias como la osteología y la antropología. En 1849, se le ofreció una plaza en Tubinga como profesor asociado y, tras retirarse Arnold de la vida profesional, fue nombrado profesor titular en 1853. Posteriormente, en 1855, sería nombrado director del Instituto de anatomía.
Una copia de uno los manuscritos que repartía a sus alumnos en sus clases de anatomía quirúrgica en Tubinga forma parte de la Colección de Manuscritos Médicos de Mánchester de la Universidad de Mánchester.
Se casó por primera vez en 1853, matrimonio a partir del cual tuvo un hijo y una hija. En 1866, su primera esposa falleció y, en 1870, volvió a contraer matrimonio. Su segunda mujer falleció en 1872, año en el que volvió a casarse con una tercera esposa.
Murió a los 55 años en Tubinga en 1874, un año después de ser nombrado doctor honoris causa.

## Obra y contribuciones
Su obra trataba principalmente la necesidad de vincular la anatomía a la práctica en medicina y cirugía. Con este objetivo, impulsó el uso de información anatómica en cirugía, por ejemplo, a través de la uso de agujas finas y largas antes de realizar el corte sobre el cuerpo del paciente previa a la manipulación de órganos internos. Asimismo, fue el uno de los primeros en llevar a cabo disecciones en cuerpos sanos, sobre los cuales publicó una serie de libros detallados que trataban aspectos específicos de la anatomía, como los nervios de las manos o los vasos del cerebro.
Dentro de sus avances en neuroanatomía, destacan sus contribuciones en cuanto a estructuras anatómicas, como el agujero de Luschka. De igual modo, a partir de sus estudios en sujetos criminales sanos, descubrió la existencia de una continuidad entre los espacios subaracnoideos craneales, los ventrículos cerebrales y el espacio subaracnoideo medular; conclusión a la que llegó mediante la suspensión de los cuerpos de los pies durante varias horas, tras las cuales encontró que el espacio subaracnoideo se hallaba lleno y protuberante. Esto fue corroborado tras inyectar tinta en el espacio subaracnoideo cervical, la cual fluía de forma retrógrada hacia el cuarto ventrículo. Como parte de sus estudios del sistema nervioso humano, demostró la existencia de los nervios sinuvertebrales, encargado de la inervación de la duramadre espinal, el ligamento vertebral común posterior y la parte posterior del anillo fibroso del disco intervertebral. También se le atribuye el descubrimiento de las articulaciones uncovertebrales, también conocidas como articulaciones de Luschka, las cuales denominó semi-articulaciones. Además, sus estudios de la neurología de la laringe le permitieron identificar conexiones entre los nervios vago y glosofaríngeo e hipotetizó que el aumento presión sobre el nervio hipogloso por la dilatación de una arteria podría provocar la pérdida de función de los músculos de la lengua.

## Obra

### Algunas publicaciones
- Die Nerven in der harten Stirnhaut (1850).
- Die Nerven des Menschlichen Wirbelkanales (1850).
- Die Struktur der serösen Häute des Menschen (1851).
- Der nervus phrenicus des Menschen (1853).
- Die Adergeflechte des menschlichen Gehirns (1855).
- Die Brustorgane des Menschen in ihrer Lage (1857).
- Die Halbgelenke des menschlichen Körpers (1858).
- Die Halsrippen und die ossa suprasternalia (1859).
- Der Herzbeutel und die Fascia endothoracica (1859).
- Der Hirnanhang und die Steißdrüse des Menschen (1860).
- Anatomie des Menschen in Rücksicht auf das Bedürfnis der praktischen Heilkunde (1862–69).
- Der Schlundkopf des Menschen (1868).
- Über Maß- und Zahlenverhältnisse des menschlichen Körpers (1871)
- Der Kehlkopf des Menschen (1871).
- Die Lage der Bauchorgane (1873).